# Johan van Egmond van de Nijenburg

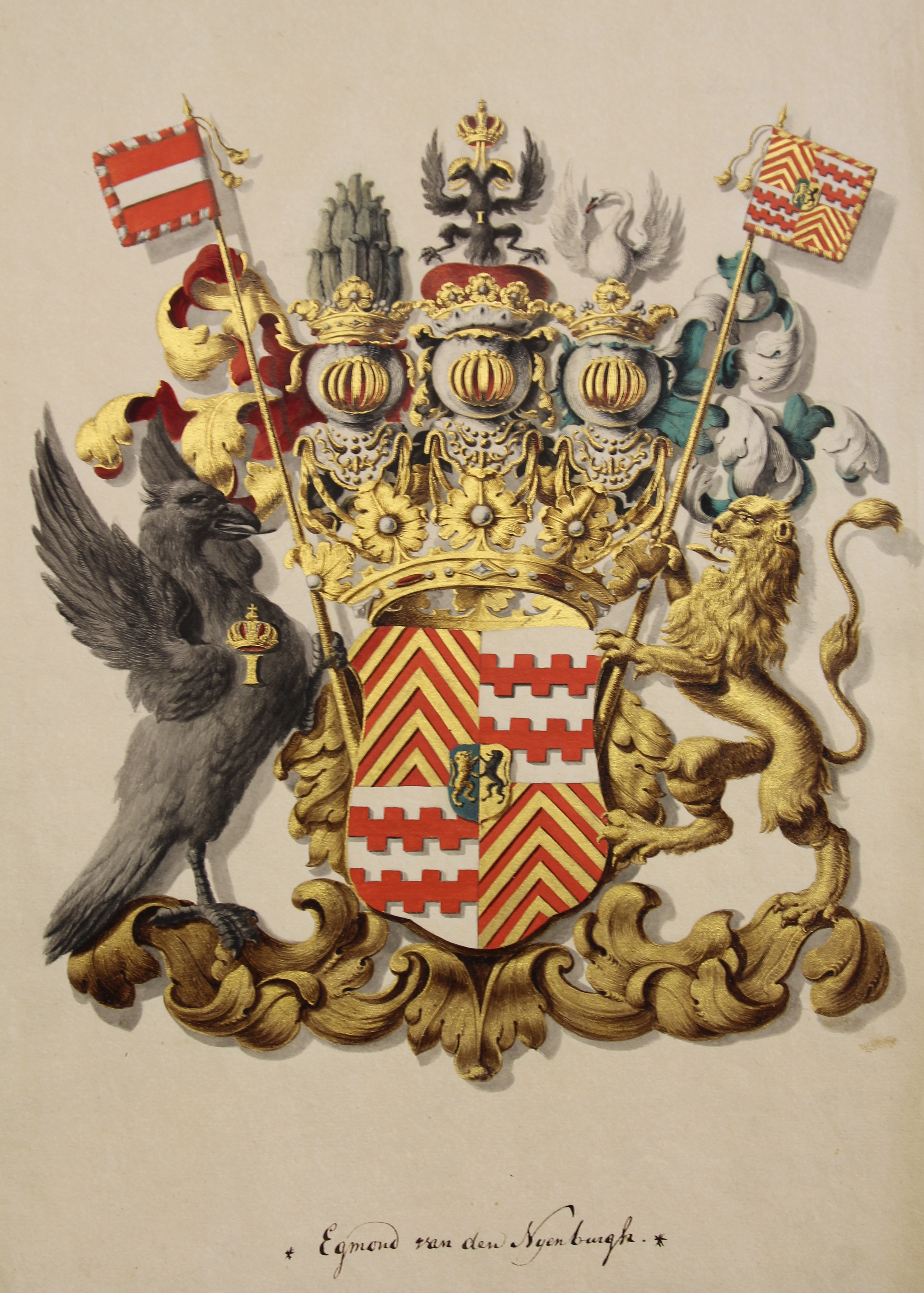
Wappen des Johan Egmond van de Nijenburg anlässlich der Kaiserlichen Verleihung des Titels "Baron" sowie des Egmond'schen Vollwappen im Jahre 1705

Johan van Egmond van de Nijenburg, auch Jan van Egmond van de Nijenburg oder Nijenburch (* 9. September 1618 in Alkmaar; † 26. Oktober 1712 ebenda), Heer van Vleuten, war ein Mitglied der aristokratischen Familie Egmond van de Nijenburg. Er war Bürgermeister seiner Heimatstadt und Politiker in den Generalstaaten. 1705 wurde er zum Baron des Heiligen Römischen Reiches erhoben.

## Biografie

### Familie
Johans Eltern waren Gerrit van Egmond van de Nijenburg (auch Nijenburch; 1576–1636), Bürgermeister von Alkmaar, und Christijntge (Stijntje) Dirksd. Boelens (1582–1648) aus einer weiblichen Alkmaaer Linie des ursprünglich aus Amsterdam stammenden Geschlechts der Boelens.

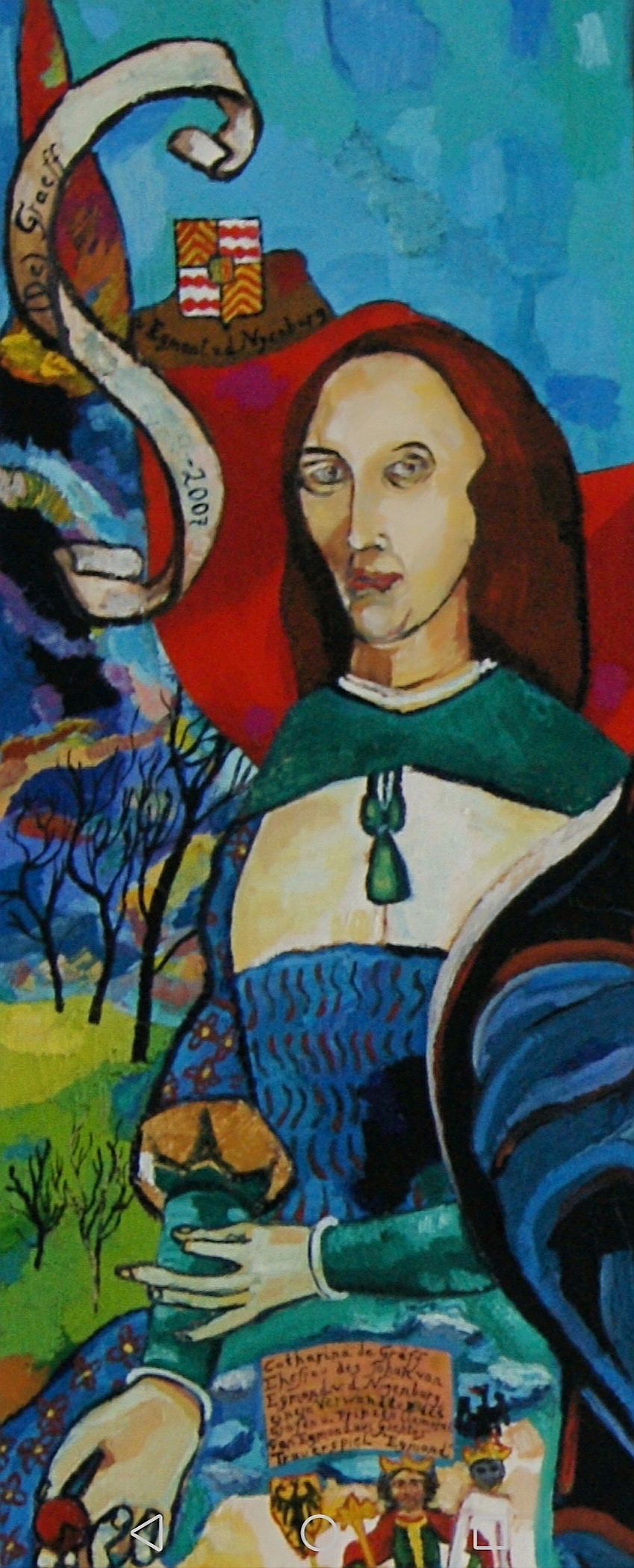
Bildnis der Catharina de Graeff (Ausschnitt aus dem Gemälde "Morbide Zeiten", Teil der Diplomserie "Weltaussenschau-Weltinnenschau" von Matthias Laurenz Gräff, 2008)

Johan ehelichte am 9. Oktober 1644 mit Catharina de Graeff († wohl 1653), einer Tochter des Cornelis de Graeff und dessen zweiten Ehefrau Adriana Pauw, Tochter des Alkmaaer Bürgermeister Jan Pauw aus der Linie der Pauw zu Alkmaar. Cornelis de Graeff war der Sohn des Jan Jacobsz de Graeff (* Alblasserdam, 1570/75) sowie Enkelsohn des Jacob Jansz Graeff († ca. 1580), dem jüngsten Bruder des Geusenführers Lenaert Jansz de Graeff und des Amsterdamer Bürgermeisters Dirck Jansz Graeff gewesen.
Aus der Ehe von Johan und Catharina entsprossen vier Söhne, worunter Gerard van Egmond van de Nijenburg, heer van Petten und Nolmerban (1646–1712) und Cornelis van Egmond van de Nijenburg (* 1648), sowie eine Tochter. Aus seiner zweiten Ehe mit Ida Cromhout (1616–1663) – Tochter von Adriaen Cromhout und Aeltge Six – sind keine Nachkommen bekannt.

#### Wappen
Die Blasonierung des Wappens der Van Egmond van de Nijenburg mit der Verleihung des Baronats im Jahre 1705:
- „Egmond (van) van der Nijenburg – Holland. Geviertelt: 1. und 4. Köper aus Gold und Rot aus zwölf Stücken (Egmond); 2. und 3. in Silber zwei abwechselnd geneigte rote Querbalken (Arkel). Über alle verteilt: a) in Blau ein umgedrehter goldener Löwe, mit demselben gekrönt, mit roter Zunge und Nägeln Gelderland); b. In Gold ein schwarzer Löwe (Gulik [Jülich]) mit roter Zunge und Nägeln. Gekrönter Helm. Helmzeichen: ein Bündel schwarzer Federn, zusammengedrückt in Form eines Tannenzapfens.“

### Karriere
Johan wurde Schepen von Alkmaar, ein Amt, das er 1647, 1648 und 1651 ausübte. Mitglied in der Vroedschap war er von 1650 bis 1687 1652 wurde er das erste Mal zum Bürgermeister gewählt, ein Amt welches Johan 1653, 1657, 1658, 1661, 1664 und 1665 ausübte. Auf Landesebene saß Johan im Gecommitteerde Raden van Noordholland. Auf Staatsebene erfüllte er mehrmals die Funktion im Raad van State sowie in den Gecommitteerde Raden in den Niederländischen Generalstaaten. Des Weiteren war Johan zwischen 1664 und 1682 Deichgraf der Schleusen von Kennemerland und West-Friesland. 1678 erwarb er das Rittergut Vleuten, welches er 1700 an Cornelis van Minnebeek weitergab. 1705 wurde er gegen eine Bezahlung von 12.000 Gulden von Kaiser Joseph I. zum Baron des Heiligen Römischen Reiches erhoben, und ihm das Vollwappen des 1682 im Hauptstamm ausgestorbenen Hauses Egmond verliehen.

## Weblink
Biografie entnommen aus: Nieuw Nederlandsch biografisch woordenboek. Deel 2 (1912), von P.J. Blok, P.C. Molhuysen (Egmond van de Nijenburg, Jan van)